# Sonar
Sonarul (engleză - SOund Navigation And Ranging) sau hidrolocator, este un aparat destinat descoperirii și determinării de la suprafață a poziției obiectelor (epavelor) aflate sub apă, funcționarea sa fiind bazată pe fenomenul de reflexie a undelor ultrascurte. Una din primele funcții a fost determinarea adâncimii (distanței până la fundul apei). Este folosit pe larg în navigație și la pescuitul industrial. 

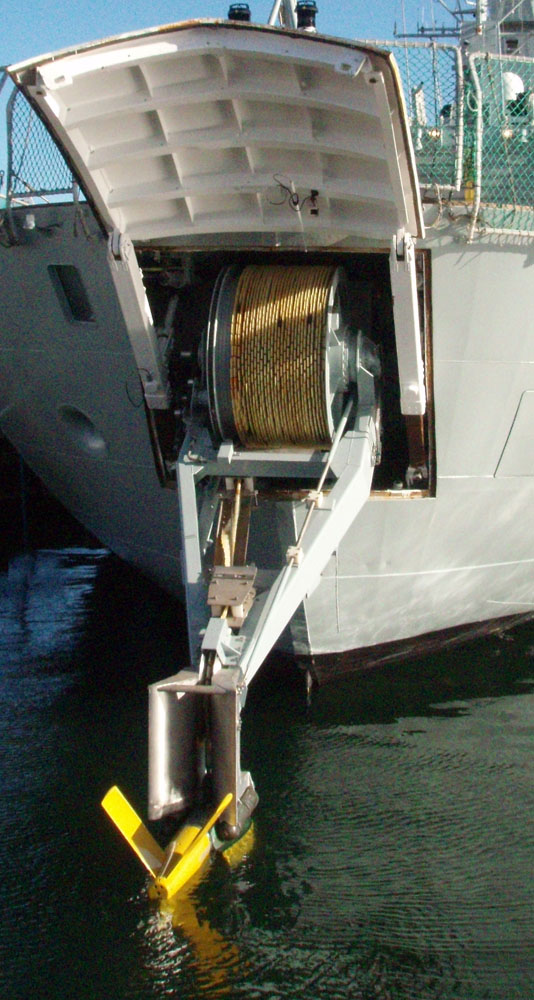
Sonar pentru navă militară

Navele militare le au în dotare pentru supravegherea situației subacvatice în special pentru depistarea submarinelor și vice-versa - submarinele folosesc sonarele pentru a evita o eventuală apropiere de locuri periculoase și pentru a determina direcția și distanța spre țintă. Unul din posturile importante pe submarin este cel hidroacustic.
Există mai multe tipuri de sonare, a căror funcționare depinde de modul în care operează traductorul ultrason: 
- într-un singur plan (fie orizontal, fie vertical sau perpendicular pe direcția de deplasare)
- în două plane (unul orizontal sau fix și altul vertical sau rotativ).

Sonarele moderne utilizează o frecvență normală de lucru de 100 kHz dar, datorită cerințelor diferite privind utilizarea acestora, au fost concepute și sonare cu frecvențe de 50 kHz sau de 500 kHz, acestea din urmă oferind o rezoluție mai înaltă și detalii mai fine. Indiferent de tipul său, un sistem sonar este alcătuit din câteva elemente de bază și anume: 
- traductor ultrason remorcabil
- cablu de remorcare
- înregistrator grafic aflat pe ambarcațiunea de la suprafață.

După principiul de funcționare ele se împart în două categorii: active și pasive. 

Sonarul activ emite unde de scurtă durată care, întâlnind în calea sa diverse obstacole, sunt reflectate și recepționate de sonar. 

Sonarele pasive nu emană unde ci doar recepționează undele care se răspândesc prin apă. Sursa sunetelor în apă poate fi nu numai artificială - rotațiile elicelor (contactul paletelor cu apa), turațiile motoarelor ambarcațiunilor ci și naturală - pescuitul delfinilor, perturbațiile apei.